# Filip IV av Makedonien
Filip IV av Makedonien, död omkring 297 f.Kr., var en makedonsk kung.
Filip var son till Kassandros och torde ha regerat en kort tid efter dennes död 297 f.Kr. Han dog barnlös och efterträddes av sin bror Antipatros II av Makedonien.